# Andrej Archangelskij
Andrej Dmitrijevitj Arkhangelskij, född 8 december 1879, död 16 juni 1940, var en rysk geolog och paleontolog.

## Biografi
Archangelskij tjänstgjorde vid kejserliga geologiska kommittén 1914-19 och blev professor i Moskva 1919. Han utgav bland annat en sammanfattning över Sovjetunionens sedimentära bildningars stratigrafi och regionala geologi ("Den geologiska byggnaden av SSSR", 2 band, 1935) samt arbeten rörande sambanden mellan den geologiska byggnaden och magnetiska anomalier och tyngdkraftsanomalier inom europeiska Ryssland och angränsande delar av Asien.

## Eftermäle
Nedslagskratern Arkhangelsky på planeten Mars är uppkallad efter honom.